# Reliant Rialto
Der Reliant Rialto war ein dreirädriger Kleinstwagen, den die Reliant Motor Company von 1981 bis 1998 als Nachfolger des Modells Robin herstellte.
Als Ende der 1970er-Jahre die Verkaufszahlen des Robin einbrachen, konstruierte man einen moderneren Nachfolger mit keilförmiger Karosserie und den rechteckigen Scheinwerfern des Austin Metro. Zur besseren Rostvorsorge wurde das Chassis verzinkt. Der Vierzylinder-Reihenmotor mit einem Hubraum von 848 cm³ leistete 40 bhp (29 kW) bei einer Verdichtung von 9,5:1. Ende 1981 kam die Kombilimousine zu einem Preis von 2.974 £ heraus, der Lieferwagen kostete 2.769 £. Die jährliche Kraftfahrzeugsteuer in Großbritannien betrug für einen Rialto 28 £ gegenüber 70 £ der für einen vierrädrigen Mini.
Bereits im März 1983 kam der Rialto Mk. II mit einem in der Verdichtung auf 10,5:1 erhöhten „HT-E“-Motor, der sparsamer als sein Vorgänger war („E“ stand für Economy), aber nur 37,5 bhp (27,6 kW) abgab.
Im September 1986 gab es einen Rialto SE, der wieder den altbekannten Motor mit 40 bhp (29 kW) Leistung besaß. Trotz dieser Maßnahmen musste das Werk feststellen, dass sich die Fangemeinde für den Rialto nicht in dem Maße wie für den Robin begeisterte. 1989 brachte das Werk daher wieder einen neuen Robin heraus, der dem Rialto, der als Nobelversion des Dreirädlers galt, zur Seite gestellt wurde. Die Rialto-Produktion dümpelte neben der des gefragteren Robin noch bis 1998 dahin und wurde dann eingestellt.